# Abrahamiter
Abrahamiter kallades medlemmarna av en deistisk sekt i Böhmen, vilken i förlitande på kejsar Josef II:s toleransedikt öppet framträdde 1782. De påstod att de bekände sig till den religion som Abraham hade före omskärelsen, och att de därför var hans rätta barn. Abrahamiterna ville ej vara judar och ej heller kristna. Av bibeln gillade de endast läran om en Gud samt de tio buden och Fader vår. Sekten undertrycktes inom kort.